# Roure de fulla grossa
El roure de fulla grossa (Quercus petraea) és un roure que viu a la major part d'Europa i Anatòlia. Viu a la muntanya mitjana en zones humides tant en zones calcàries (bàsiques) com silícies (àcides). És un arbre molt gros, de 15 a 40 m d'alçada, caducifoli, de capçada ampla i escorça grisenca. La fulla fa de 7-18 x 5-7 cm glabre, obovades generalment amb 5-8 lòbuls per banda, i les fulles són marcescents, és a dir, que quan marceixen tarden molt a desprendre's de la planta mare. El pecíol fa uns 2 cm. La seva fusta és molt apreciada per la construcció de mobles i bótes, i per la seva duresa també s'utilitza per fer parquet.
Floreix entre abril i maig. El fruit és un aglà. Es pot hibridar amb el roure martinenc.

## Distribució
Als Països Catalans només es troba a Catalunya: a la zona dels Pirineus, a les muntanyes del prelitoral central, al Moianès i a Prades, on té el seu límit sud. Es fa entre els 500 i els 1.800 m d'altitud.
A Europa es troba des del sud de Suècia i de Noruega fins a les Illes britàniques i l'Europa central també a Itàlia i nord de Grècia.

## Galeria

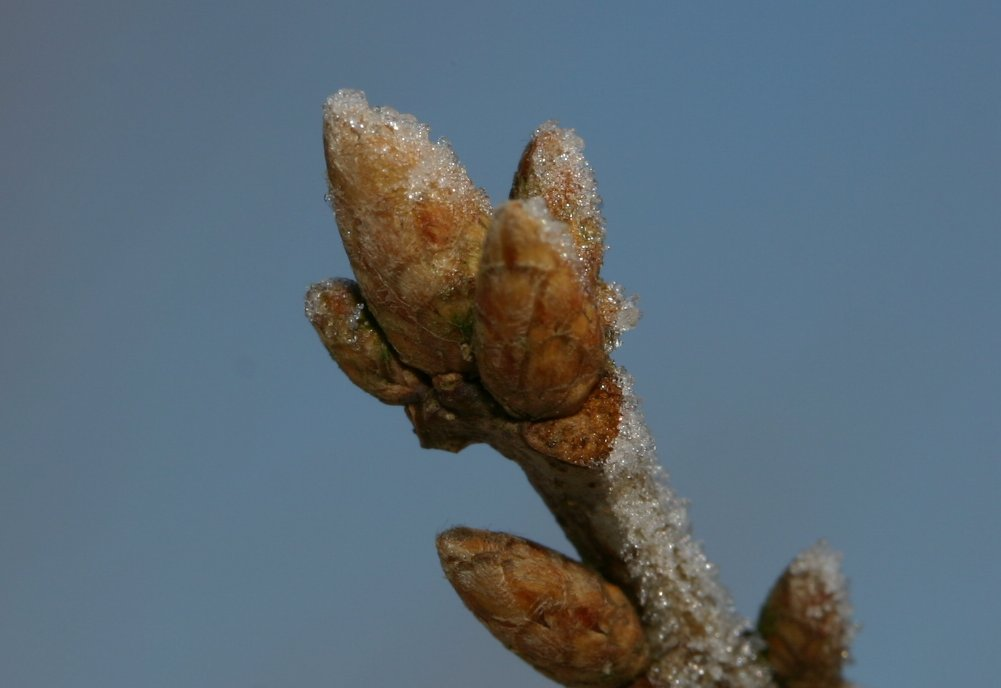
Borró
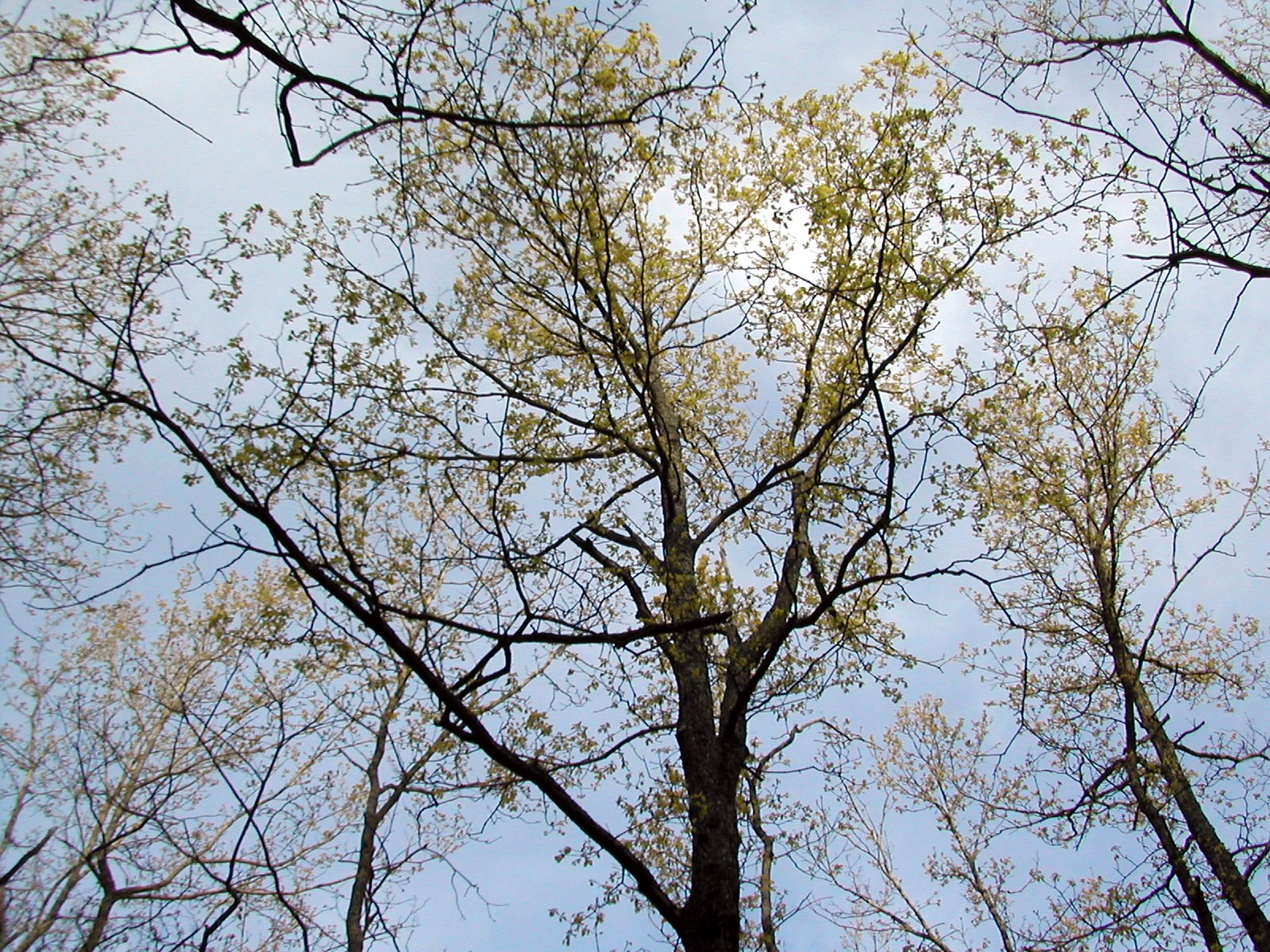
Port de l'arbre
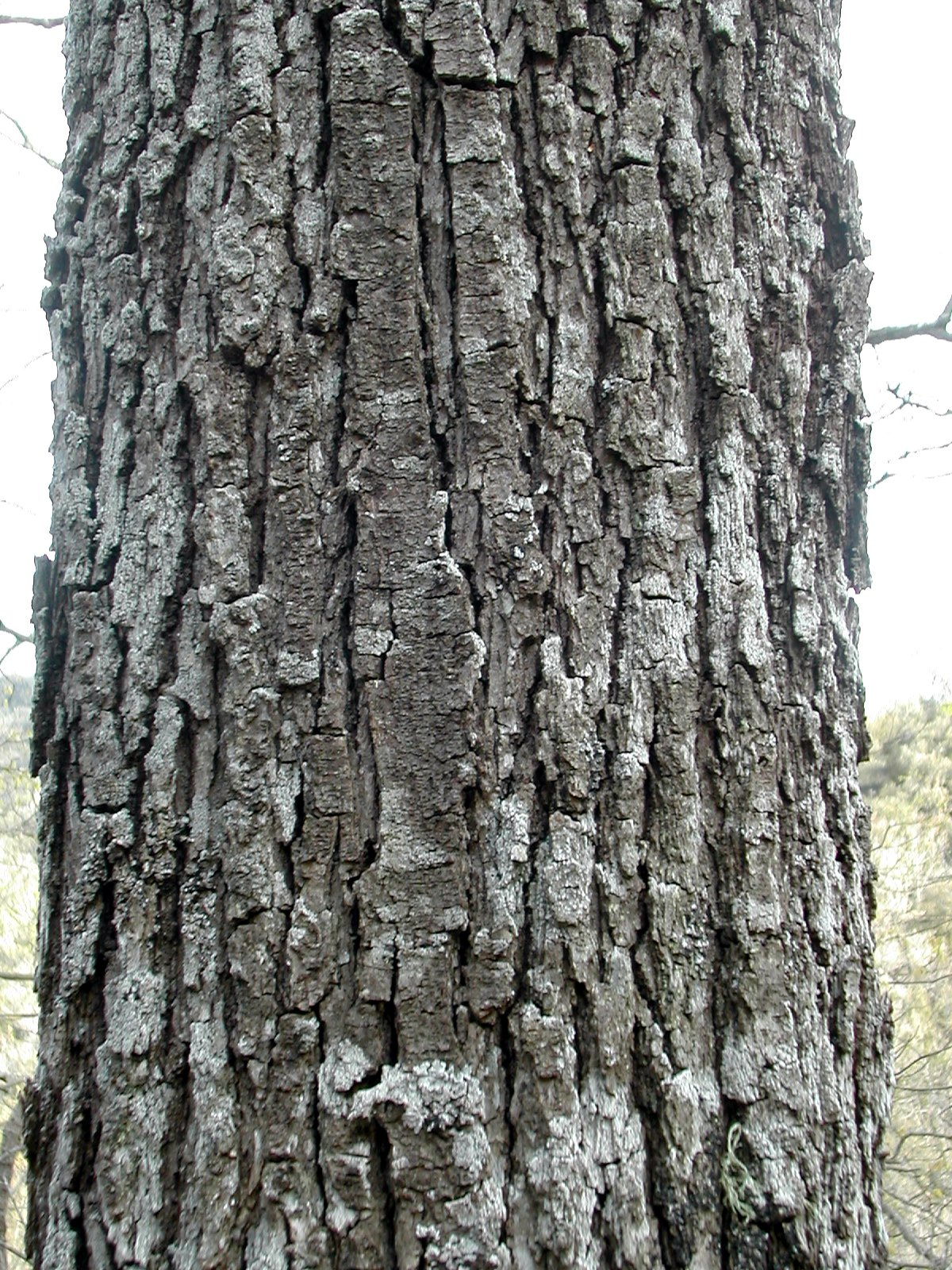
Detall del tronc
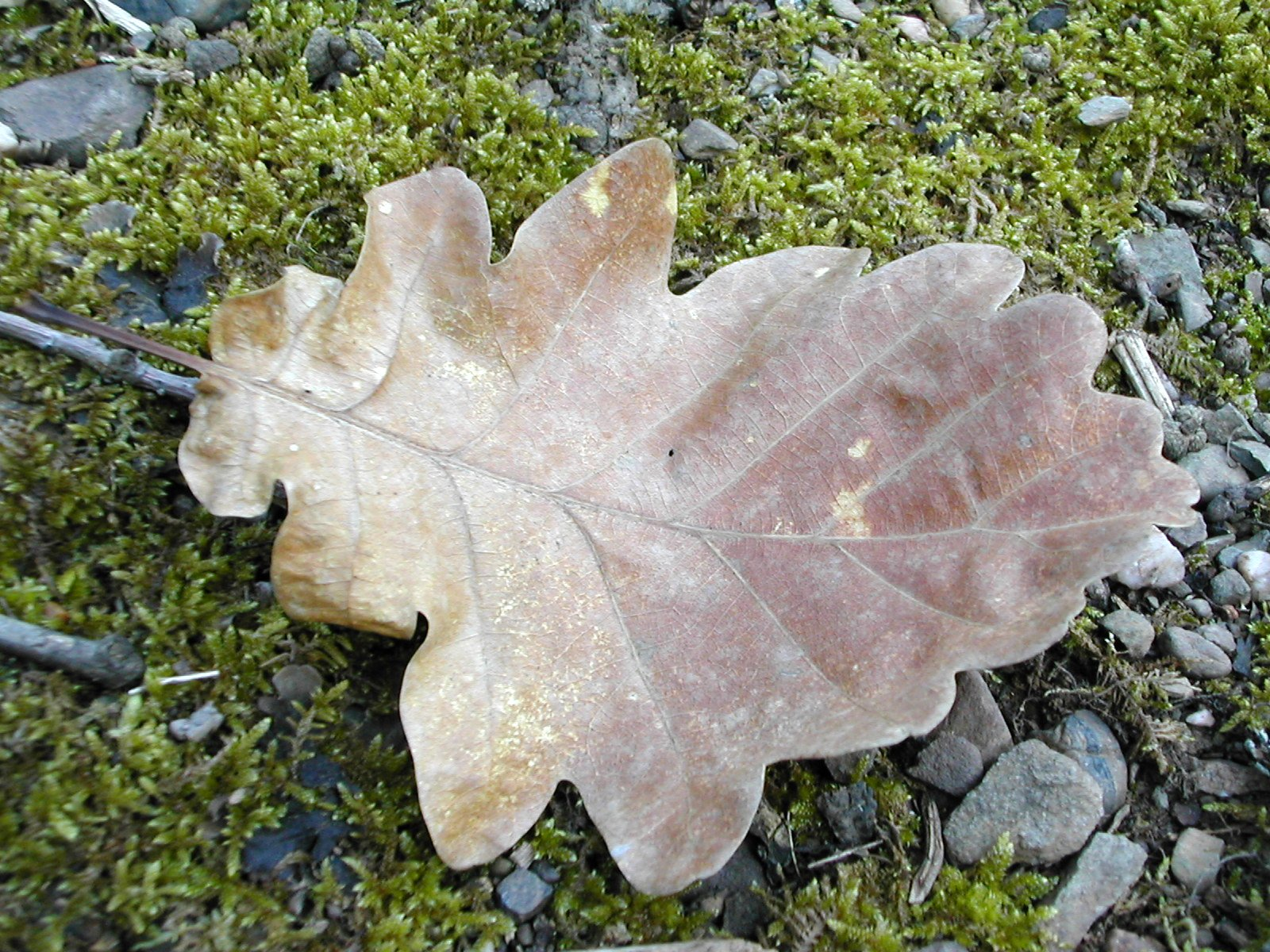
Fulla seca
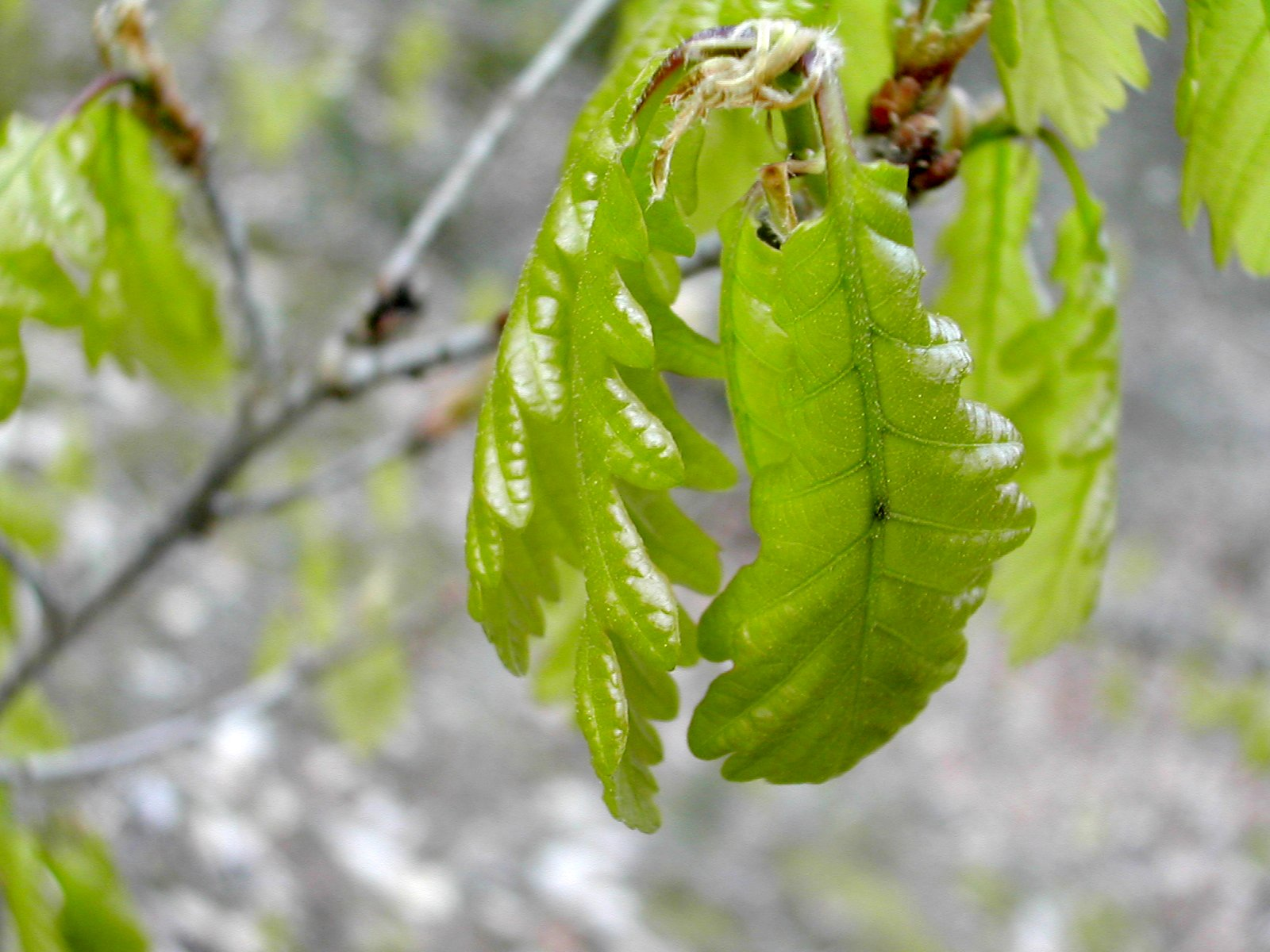
Fulles joves sortint a la primavera